# ألفرد إدواردز (قسيس)
ألفرد إدواردز (بالإنجليزية: A. G. Edwards) (و. 1848 – 1937 م) هو قسيس ويلزي، توفي عن عمر يناهز 89 عاماً.

## مناصب
تولى منصب أسقف (منذ 25 مارس 1889).

## التعليم
تعلم في كلية يسوع (أكسفورد).

## روابط خارجية
- ألفرد إدواردز على موقع الموسوعة البريطانية (الإنجليزية)